# Trimerina albitarsis
Trimerina albitarsis är en tvåvingeart som beskrevs av Canzoneri och Rampini 1998. Trimerina albitarsis ingår i släktet Trimerina och familjen vattenflugor.
Artens utbredningsområde är Sierra Leone. Inga underarter finns listade i Catalogue of Life.